# 887

## Události
- Asie
  - Císař Uda nastoupil na japonský trůn
- Evropa
  - Karel III. Tlustý, císař říše římské je sesazen
  - Odo Pařížský nastoupil po Karlu III. Tlustém na trůn jako král Západofranské říše (dnešní Francie)
  - Berengar I. Friaulský nastupuje na italský trůn
  - Arnulf Korutanský nastoupil na trůn Východofranské říše (dnešní Německo)

## Narození
- Frederuna, první manželka západofranského krále Karla III. († 10. prosince 917)

## Úmrtí
- Abbás ibn Firnás, vědec a umělec berberského původu žijící v Córdobském emirátu

## Hlavy státu
- Velkomoravská říše – Svatopluk I.
- Papež – Štěpán V.
- Anglie – Alfréd Veliký
  - Mercie – Æthelred
- Skotské království – Giric
- Východofranská říše – Karel III. Tlustý – Arnulf Korutanský
- Západofranská říše – Karel III. Tlustý
- První bulharská říše – Boris I.
- Kyjevská Rus – Oleg
- Byzanc – Leon VI. Moudrý
- Svatá říše římská – Karel III. Tlustý